# 大村由己
大村 由己（おおむら ゆうこ、天文7年（1536年）? - 慶長元年5月7日（1596年6月2日））は、戦国時代から安土桃山時代にかけての能作者・著述家。播磨国三木の出身。号は藻虫斎梅庵。初め僧籍にあったが、還俗して豊臣秀吉に御伽衆として仕えた。秀吉の伝記である『天正記』の著者として知られる。

## 生涯
青柳山長楽寺（三木大村金剛寺の塔頭）の僧、頼音房が大村由己の前身である。若年の頃、京の相国寺において仁如集尭より漢学を学び、諸家の門を叩いて歌道を修め、その深い学識で世に知られた。羽柴秀吉の三木城攻めで大村一帯が秀吉の勢力圏となっていた時に、秀吉の祐筆となったといわれている。天正10年（1582年）の秀吉の中国大返しの際、姫路城における軍議にも参加していることから、この時期には既に秀吉の側近としての地位を確立していたものと思われる。同年、大坂・天満宮の別当となる。
天下統一に邁進する秀吉に近侍して、彼の軍記である『天正記』などを記述した。いずれも秀吉の偉大さを殊更強調して書かれたものであり、由己は豊臣政権の正統性を訴えるスポークスマンとしての役割を担っていたのではないかと推察されている。
文禄の役では秀吉に従って肥前名護屋まで従軍した。当時の秀吉は能に傾倒すること甚だしく、既存の作品を演じるだけでは飽き足らず、由己に自身の偉業を後世に伝える新作能の作成を命じたといわれている。『吉野花見』『高野参詣』『明智討』『柴田討』『北条討』はいずれも秀吉を主役にとった由己作の新作能である。 特に『明智討』は文禄3年（1594年）3月15日に大坂城で、4月12日に禁中で、それぞれ秀吉本人の手によって披露されていることから、秀吉のお気に入りであったことが窺える。
上記の軍記物や新作能以外に、謡曲・和歌・連歌・俳諧・狂歌などに多彩な才能を発揮した。藤原惺窩や山科言継・里村紹巴など、同時代の知識人たちとの交友も知られている。また、『梅庵古筆伝』を著すなど、古筆への造詣も深かった。
慶長元年（1596年）に摂津国天満天神で死去した。享年60。

## 『天正記』

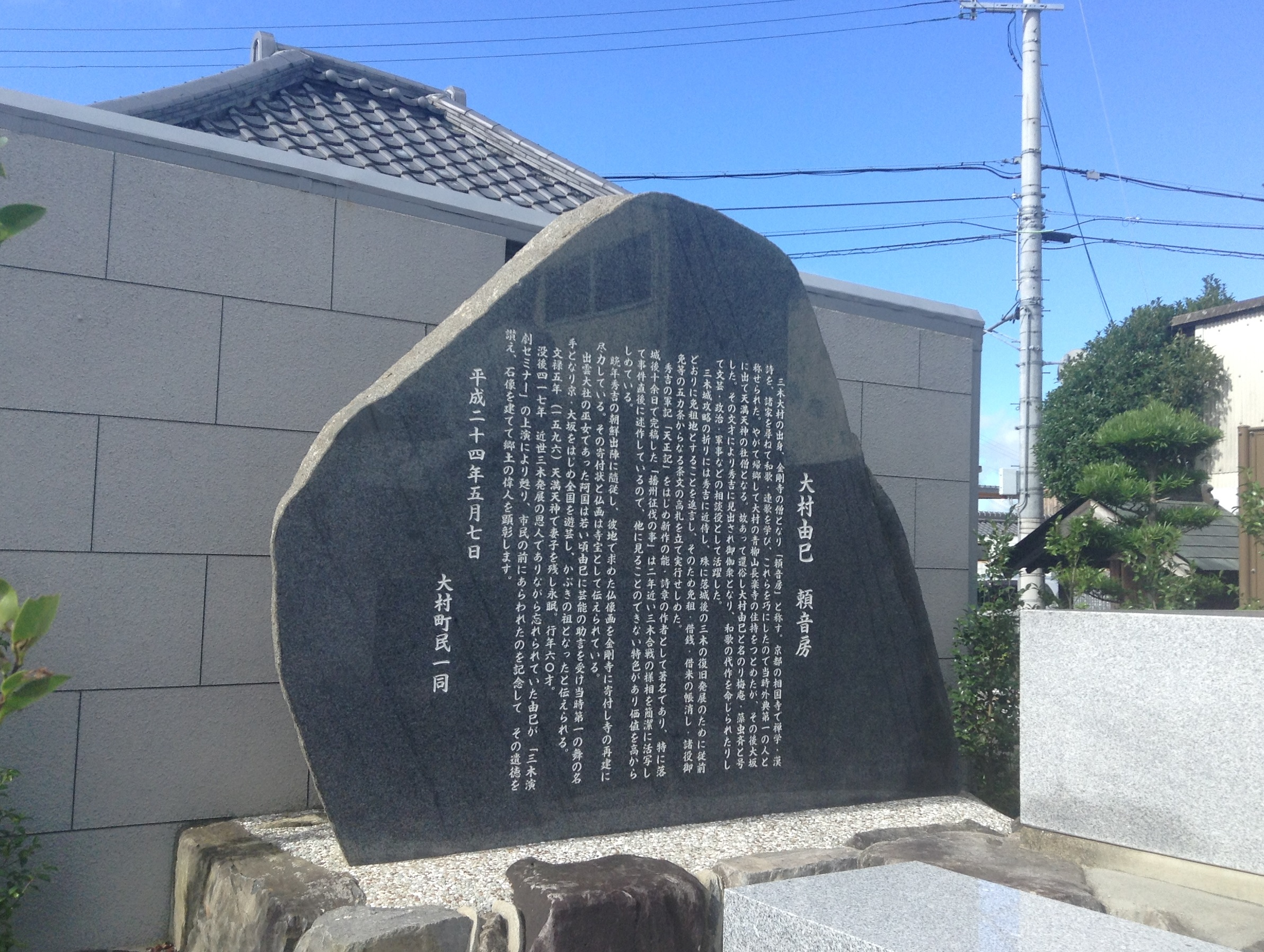
石碑

天正8年（1580年）の三木合戦から天正18年（1590年）の小田原征伐まで、天正年間の秀吉の活躍を記録する軍記物。別名を『秀吉事記』とも。小瀬甫庵の『太閤記』など、後の秀吉主役の軍記物語の成立に大きな影響を与えた。由己の代表作である。元来12巻から成るが、全てが現存するわけではない。詳細は以下。
『播磨別所記』
主に三木合戦の様相を記述する。天正13年（1585年）には貝塚で蟄居中の本願寺顕如・教如親子の前で由己本人が朗読したと伝わっている。
『 惟任退治記』（惟任謀反記）
本能寺の変から山崎の戦いを経て、信長の葬儀に至るまでを記述する。天正10年（1582年）成立。
『柴田退治記』（柴田合戦記）
賤ヶ岳の戦いとその前後の事情、秀吉の大坂城築城などを記述する。天正11年（1583年）成立。
『 紀州御発向記』
紀伊攻めの記録。
『 任官之記』
天正13年（1585年）の秀吉の関白就任の正当性を主張する書物。秀吉の祖父が萩中納言と呼ばれる貴人であり、母は宮中に出仕していたなど信憑性を疑われる記述が多いため、後世の歴史家からは重視されていない。天正13年（1585年）成立。
『 四国御発向並北国御動座記』
四国の長宗我部元親ら（四国征伐）、および越中国の佐々成政らとの戦いの記録。
『聚楽行幸記』
天正16年（1588年）4月14日から5日間に渡って行われた、後陽成天皇の聚楽第行幸の有様を記録した書物。天正16年（1588年）成立。
『金賦之記』
天正17年（1589年）5月20日に聚楽第で秀吉が諸大名に金銀を振舞ったことを記録した書物と思われる。現在では散逸している。
『大政所御煩平癒記』
秀吉の母の大政所が病から回復した記録と思われる。現在では散逸。
『若公御誕生之記』
豊臣鶴松誕生の記録と思われる。現在では散逸。
『西国征伐記』
九州征伐の記録と思われる。現在では散逸。
『小田原御陣』
小田原の後北条氏攻めの記録。（小田原征伐）